# Regiones económicas de Panamá

Panamá se divide en regiones por sus actividades económicas.

Panamá tiene diez provincias y cinco comarcas divididas en regiones por el Ministerio de Economía y Finanzas. Como Panamá es cosmopolita, a veces se dividen entre regiones debido a sus costumbres y lenguas. Según el MEF, Panamá se divide en: Región Metropolitana, Región Occidental, Región Central, Región Interoceánica y Región Oriental.

## Regiones económicas

### Región Metropolitana
La región Metropolitana consiste en las provincias de Panamá, Colón y Panamá Oeste. Es la región con el IDH más alto del país, y alberga las dos ciudades más importantes del istmo, la capital Ciudad de Panamá y la ciudad de Colón. La principal actividad económica en la región es el turismo. También otra actividad económica en la provincia de Panamá es el sector bancario y en Colón es la actividad portuaria, en los puertos de Colón y Manzanillo. Destaca además la Zona Libre. 
| Provincia o comarca | Población | Bandera | Superficie (km²) | IDH (2019)     |
| ------------------- | --------- | ------- | ---------------- | -------------- |
| Panamá              | 1 713 070 |         | 4,643.9          | 0,826 Muy Alto |
| Colón               | 78 000    |         | 4,868.4          | 0,804 Muy Alto |
| Panamá Oeste        | 464 038   |         | 3,123.8          | ---------      |

### Región Oriental
La región Oriental está conformada por la provincia de Darién y por las comarcas Emberá-Wounaan, Guna Yala, Madugandí y Wargandí. Es la región que menos aporta al PIB nacional. Las actividades económicas principales son: la agricultura, la extracción de madera y el turismo. 
| Provincia o comarca    | Población | Bandera | Superficie (km²) | IDH (2019)  |
| ---------------------- | --------- | ------- | ---------------- | ----------- |
| Darién                 | 55,346    |         | 11,896.5         | 0,696 Medio |
| Comarca Emberá-Wounaan | 9,544     |         | 4,383.5          | ---------   |
| Comarca Guna Yala      | 31,557    |         | 2,340.7          | ---------   |
| Comarca Madugandí      | 4,350     |         | 2,318.8          | ---------   |
| Comarca Wargandí       | 2,000     |         | 755              | ---------   |

### Región Occidental
La principal actividad económica de la región Occidental es la agricultura, principalmente de plátanos, café, tomates, lechuga, fresas, yuca, etc. Las zonas de la región que más producen son Barú y Tierras Altas. El turismo se destaca en las playas bocatoreñas y en otros lugares como Boquete y el Volcán Barú. La pesca se da mayoritariamente en Almirante, Pedregal y Santa Catalina Calovébora. 
| Provincia o comarca | Población | Bandera | Superficie (km²) | IDH (2019) |
| ------------------- | --------- | ------- | ---------------- | ---------- |
| Chiriquí            | 456,482   |         | 6,548            | 0,795 Alto |
| Bocas del Toro      | 170,320   |         | 4,657.2          | 0,726 Alto |
| Ngöbe Buglé         | 213,860   |         | 6,968            | ---------  |
| Naso Tjer Dï        | 5,000     |         | 1,606.16         | ---------  |

### Región Central
La región Central se destaca por su actividad ganadera, agrícola y minera. La extracción de cobre se encuentra en la provincia de Coclé. La ganadería y extracción de madera es la principal actividad en Herrera y Los Santos. También es notable la actividad pesquera en Veraguas. El turismo sigue siendo una buena fuente de ingresos.
| Provincia  | Población | Bandera | Superficie (km²) | IDH (2019) |
| ---------- | --------- | ------- | ---------------- | ---------- |
| Coclé      | 260,292   |         | 4,927            | 0,768 Alto |
| Veraguas   | 246,280   |         | 10,629           | 0,736 Alto |
| Los Santos | 89,592    |         | 3,809.4          | 0,789 Alto |
| Herrera    | 118,959   |         | 2,340.7          | 0,795 Alto |

### Región Interoceánica
La región Interoceánica consiste en el área del Canal de Panamá. Es una entidad sucesora de la antigua Zona del Canal controlada por Estados Unidos. Es una de las regiones que más aportan a la economía nacional, al tener una de las principales vías de comunicación marítima del mundo. El Canal de Panamá recaudó en 2020   585 millones de dólares.

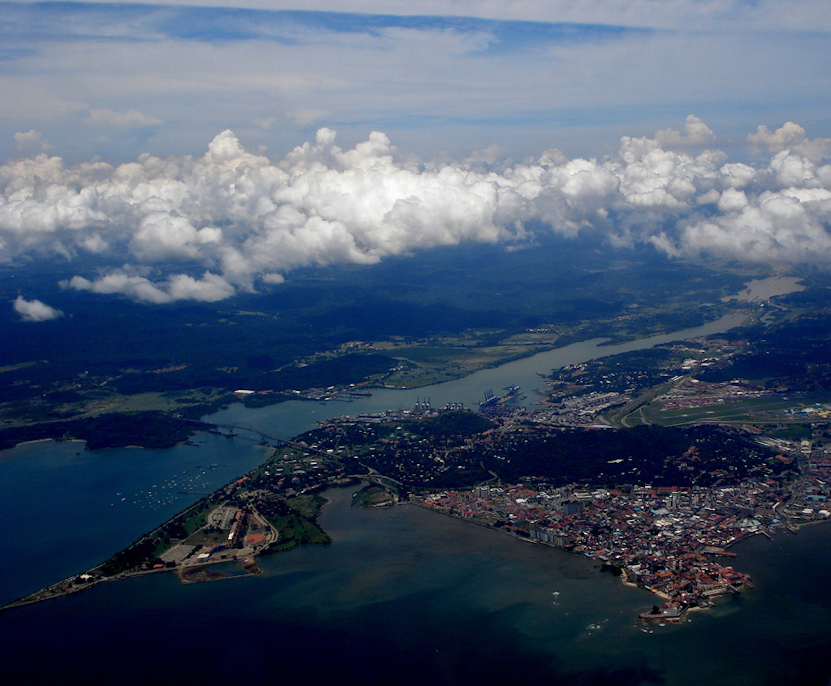
El Canal visto desde la entrada por el Océano Pacífico.